# Jackie Fox
Jacqueline Louise Fuchs (nascida em 20 de dezembro de 1959) é uma musicista e advogada americana. Conhecida pelo nome artístico de Jackie Fox, ela tocou baixo na banda de rock The Runaways. Ela é a irmã da roteirista Carol Fuchs e cunhada do co-fundador do Castle Rock Entertainment, Martin Shafer.

## Carreira com o The Runaways
Fox estava preparada para entrar adiantada na Universidade da Califórnia em Los Angeles, para estudar matemática quando surgiu a oportunidade de se juntar à banda de rock The Runaways. Fox foi "descoberta" dançando no Starwood por Rodney Bingenheimer, o auto-proclamado "prefeito da Sunset Strip", que a apresentou ao produtor e empresário Kim Fowley. Ela inicialmente fez uma audição para a posição de guitarrista principal, mas a banda contratou Lita Ford em vez disso. Algum tempo depois, ela foi chamada de volta e ofereceu a posição de baixista na banda, que ela aceitou. Fox se juntou as Runaways em 1975, pouco antes do seu décimo sexto aniversário.
Fox tocou no segundo álbum de estúdio das Runaways, Queens of Noise, mas não teve permissão para tocar no álbum de estréia da banda em 1976. De acordo com o livro de memórias, de Cherie Currie, Neon Angel e as notas do encarte do disco, o baixista do Blondie, Nigel Harrison, foi contratado para tocar baixo no primeiro álbum devido à recusa do gerente Fowley em deixar a Fox tocar no álbum. A própria Fox admitiu isso.
O último trabalho de Fox com o Runaways foi o Live in Japan de 1977. Foi durante a turnê japonesa em que esse álbum foi gravado que Fox decidiu deixar a banda. De acordo com a própria Fox no documentário de 2005, Edgeplay: A Film About the Runaways, ela ficou perturbada com a incapacidade da integrantes de se darem bem uma com a outras e chamou sua amiga, Randy Rhoads, da banda LA Quiet Riot, que a incentivou a voltar para casa. Victory Tischler-Blue ("Vicki Blue") foi rapidamente contratada para sua substituição.
Embora ela tenha abandonado a banda três anos antes, Fox aparece em Flaming Schoolgirls (1980), uma compilação de outtakes com músicas gravadas durante as sessões de gravação do Queens of Noise em 1976. Posteriormente, ela apareceria nos álbuns de compilação, Neon Angels e The Best of the Runaways.
Jackie tocou baixo em um encontro das Runaways em 1994 com Currie e West. A irmã Marie de Currie também se apresentou com a banda naquela noite.
Fox se recusou a dar permissão para que seu nome fosse usado no filme de Hollywood The Runaways de 2010. Em vez disso, os produtores criaram uma personagem fictícia chamada Robin (interpretada pela atriz Alia Shawkat) como baixista da banda no filme.

## Vida pós-The Runaways
Nos anos que seguiram depois de sua saída do Runaways, Fox trabalhou em várias áreas, principalmente como executiva de de gravações de discos, como agente de modelagem, como promotora dos seminários de Tony Robbins Firewalking e mais recentemente, como advogada no mundo do entretenimento  defendendo atores, escritores, diretores, autores e produtores.
Em uma interpretação ao vivo da música "Suicide Machine" da banda de punk rock The Germs, Darby Crash é ouvido dizendo que ele está procurando por Jackie e que a música é dedicada a ela.
Fuchs recebeu seu B.A., cum laude, da UCLA em Lingüística e italiano, com especialização em computação, e seu J.D. de Harvard, onde Barack Obama era um de seus colegas de turma. Fox fala italiano e francês, bem como conversa em grego e espanhol. Ela escreveu um roteiro chamado "Delilah's Scissors" com Victory Tischler-Blue e apareceu no Edgeplay: A Film About the Runaways, um documentário de Tischler-Blue's 2005 sobre as Runaways. Fuchs também escreveu para o blog Huffington Post.
Ela apareceu como concorrente no The Dating Game em torno de 1980.
Em 2013, ela apareceu como concorrente no quarto episódio de The Chase e em 6 de setembro de 2013, ela foi uma concorrente na versão sindicalizada de Who Wants to Be a Millionaire?, apresentado por Cedric the Entertainer. Ela tinha acumulado até US$16.100, mas acabou com apenas US $1.000 depois de perder em uma pergunta.

## Vida pessoal
Em julho de 2015, Fox alegou que ela tinha sido estuprada por Fowley no último dia de 1975 em uma festa de Ano Novo depois de uma apresentação das Runaways em um clube de Orange County. Com dezesseis anos na época, Fox teria recebido methaqualone ou Quaaludes de um homem que ela achava que era um roadie e enquanto ela estava incapacitada, Fowley alegadamente a estuprou na frente das suas companheiras de banda (Currie, West e Jett; Ford não estava presente na festa).
A localização de West no momento do incidente é desconhecida, mas Fox afirmou que sua última lembrança da noite foi ver Currie e Jett olhando para ela quando Fowley a estuprou. Kari Krome (co-fundadora e compositora do grupo) afirmou que viu "Jett e Currie sentadas ao lado da sala por uma parte do tempo, rindo" enquanto o abuso estava ocorrendo. Jett recusou publicamente testemunhar o incidente "como descrito", enquanto Currie afirmou que ela falou contra as ações de Fowley, depois invadiu a sala quando ele se recusou a parar.
Antes de Fox se apresentar, Fowley teria estuprado uma menina menor de idade na pós-festa da véspera de Ano Novo de 1976 ter ocorrido, embora a vítima nunca tenha sido identificada publicamente. Currie falou sobre o incidente no filme documentário Edgeplay: A Film About the Runaways e também mencionou em detalhes em uma edição atualizada do seu livro de memorias Neon Angel: A Memoir of a Runaway. Neste capítulo, intitulado "A Aula de Educação Sexual de Kim Fowley", Fox é originalmente mencionada como uma espectadora e pede mais comida depois de testemunhar o abuso. No entanto, Fox ameaçou ações legais contra Currie se o capítulo fosse publicado em sua forma original porque "o evento descrito no livro de Cherie nunca aconteceu", e Currie editou o capítulo excluindo Fox. Victoria Tischler-Blue (a substituta de Fox no grupo) afirmou que todas as integrantes da banda "sempre estiveram cientes deste vergonhoso acontecimento".

## Álbuns com o The Runaways
- The Runaways (Agosto de 1976)
- Queens of Noise (1977)
- Live in Japan (1977)
- Flaming Schoolgirls (1980) (compilação)